# Список объектов всемирного наследия ЮНЕСКО в Зимбабве
В спи́ске объе́ктов Всеми́рного насле́дия ЮНЕ́СКО в Зимба́бве значатся 5 наименований (на 2012 год), это составляет 0,4 % от общего числа (1248 на 2025 год). 3 объекта включены в список по культурным критериям, 2 объекта — по природным. Великий Зимбабве признан шедевром человеческого созидательного гения (критерий i), а национальный парк Мана-Пулс, охотничьи резерваты Сапи и Чеворе и водопад Виктория признаны природными феноменами или пространствами исключительной природной красоты и эстетической важности (критерий vii). Кроме этого, по состоянию на 2012 год, 1 объект на территории государства находятся в числе кандидатов на включение в список всемирного наследия. Зимбабве ратифицировало Конвенцию об охране всемирного культурного и природного наследия 16 августа 1982 года. Первый объект на территории Зимбабве был занесён в список в 1984 году на 8-й сессии Комитета всемирного наследия ЮНЕСКО.

## Список
| # | Изображение | Название | Провинция                                        | Время создания | Год внесения в список | №   | Критерии   |
| - | ----------- | --- | ------------------------------------------------ | -------------- | --------------------- | --- | ---------- |
| 1 |             | Национальный парк Мана-Пулс, охотничьи резерваты Сапи и Чеворе (англ. Mana Pools National Park, Sapi and Chewore Safari Areas) | Западный Машоналенд                              |                | 1984                  | 302 | vii, ix, x |
| 2 |             | Национальный памятник Великий Зимбабве (англ. Great Zimbabwe National Monument)                                                | Масвинго                                         | XI—XIV века    | 1986                  | 364 | i, iii, vi |
| 3 |             | Национальный памятник Руины Кхами (англ. Khami Ruins National Monument)                                                        | Северный Матабелеленд                            | XV век         | 1986                  | 365 | iii, iv    |
| 4 |             | Моси-оа-Тунья/Водопад Виктория (англ. Mosi-oa-Tunya / Victoria Falls)                                                          | Южная (Замбия), Северный Матабелеленд (Зимбабве) |                | 1989                  | 509 | vii, viii  |
| 5 |             | Холмы Матобо (англ. Matobo Hills)                                                                                              | Южный Матабелеленд                               |                | 2003                  | 306 | iii, v, vi |

## Предварительный список
В таблице объекты расположены в порядке их добавления в предварительный список. В данном списке указаны объекты, предложенные правительством Зимбабве в качестве кандидатов на занесение в список всемирного наследия.
| # | Изображение | Название                                                                         | Провинция          | Время создания | Год внесения в список | №    | Критерии    |
| - | ----------- | -------------------------------------------------------------------------------- | ------------------ | -------------- | --------------------- | ---- | ----------- |
| 1 |             | Национальный памятник Зива (англ. Ziwa National Monument)                        | Маникаленд         | XVII век       | 1997                  | 903  | iii, iv, v  |
| 2 |             | Налетале — комплекс сооружений «зимбабве» (англ. Naletale Cluster of Dzimbabwes) | Южный Матабелеленд | XVII век       | 2018                  | 6364 | ii, iii, iv |